# Coleosporium delicatulum
Coleosporium delicatulum är en svampart som först beskrevs av Arthur & F. Kern, och fick sitt nu gällande namn av Hedgc. & Long 1924. Coleosporium delicatulum ingår i släktet Coleosporium och familjen Coleosporiaceae.   Inga underarter finns listade i Catalogue of Life.